# Mamamoo+
Mamamoo+ (кор. 마마무+ або 마마무 플러스, латиніз. Mamamoo peulleoseu) — південнокорейський дует і перший підрозділ південнокорейського жіночого гурту Mamamoo. Дует, що складається з учасниць Соли та Мунбьоль, був створений у 2022 році компанією RBW. Їхній дебютний сингл «Better» вийшов у серпні 2022 року.

## Кар'єра

### 2022–тепер: дебют іAct 1, Scene 1
У серпні 2022 року було оголошено, що Сола і Мунбьоль створять перший офіційний підрозділ гурту Mamamoo+, реліз альбому якого очікується наприкінці місяця. Дебютний сингл дуету «Better» за участю репера Big Naughty був випущений 30 серпня.
Mamamoo+ оголосили про свій перший камбек із сингл-альбомом в березні 2023 року. 21 березня вони випустили цифровий сингл «Chico Malo», який поєднує в собі реп і традиційні корейські інструменти, такі як каяґим. Перший сингл-альбом дуету Act 1, Scene 1 був випущений 29 березня.

## Учасниці
- Сола
- Мунбьоль

## Дискографія

### Мініальбоми
| Назва       | Деталі                                                                           | Пікові позиції у чартах | Продажі                  |
| Назва       | Деталі                                                                           | KOR                     | Продажі                  |
| ----------- | -------------------------------------------------------------------------------- | ----------------------- | ------------------------ |
| Two Rabbits | - Реліз: 3 серпня 2023 - Лейбл: RBW - Формат: CD, цифрове завантаження, стриминг | 10                      | - Південна Корея: 77,563 |

### Сингл-альбоми
| Назва          | Деталі                                                                             | Пікові позиції у чартах | Продажі                   |
| Назва          | Деталі                                                                             | KOR                     | Продажі                   |
| -------------- | ---------------------------------------------------------------------------------- | ----------------------- | ------------------------- |
| Act 1, Scene 1 | - Реліз: 29 березня 2023 - Лейбл: RBW - Формат: CD, цифрове завантаження, стриминг | 3                       | - Південна Корея: 101,295 |

### Сингли

#### Як головний виконавець
| Назва                    | Рік  | Пікові позиції у чартах | Альбом            |
| Назва                    | Рік  | KOR                     | Альбом            |
| ------------------------ | ---- | ----------------------- | ----------------- |
| «Better» (з Big Naughty) | 2022 | 140                     | Сингл без альбому |
| «Chico Malo» (나쁜놈)    | 2023 | 174                     | Act 1, Scene 1    |
| «GGBB»                   | 2023 | 185                     | Act 1, Scene 1    |

### Саундтреки
| Назва                       | Рік  | Пікові позиції у чартах | Альбом         |
| Назва                       | Рік  | KOR Down.               | Альбом         |
| --------------------------- | ---- | ----------------------- | -------------- |
| «Super Gap» (박세리 테마곡) | 2023 | 117                     | The Queens OST |

### Інші пісні у чартах
| Назва | Рік  | Пікові позиції у чартах | Альбом         |
| Назва | Рік  | KOR Down.               | Альбом         |
| ----- | ---- | ----------------------- | -------------- |
| «LLL» | 2023 | 61                      | Act 1, Scene 1 |